# Cubelles
Cubelles (em catalão e oficialmente) ou Cubellas (em castelhano) é um município da Espanha na comarca de Garraf, província de Barcelona, comunidade autónoma da Catalunha. Tem 13,67 km² de área e em 2021 tinha 16 051 habitantes (densidade: 1 174,2 hab./km²).

## Demografia
| Variação demográfica do município entre 1991 e 2004[carece de fontes?] | Variação demográfica do município entre 1991 e 2004[carece de fontes?] | Variação demográfica do município entre 1991 e 2004[carece de fontes?] | Variação demográfica do município entre 1991 e 2004[carece de fontes?] |
| ---------------------------------------------------------------------- | ---------------------------------------------------------------------- | ---------------------------------------------------------------------- | ---------------------------------------------------------------------- |
| 1991                                                                   | 1996                                                                   | 2001                                                                   | 2004                                                                   |
| 3149                                                                   | 4715                                                                   | 7326                                                                   | 9549                                                                   |